# SASUKE PARK in豊洲
SASUKE PARK in豊洲（サスケパークインとよす）は、SASUKE PARK実行委員会主催、日建リース工業企画・運営、TBSテレビ特別協力の上で、2014年7月19日 - 8月31日に期間限定で開催されたアミューズメントパーク。1st STAGE、2nd STAGEA・B、3rd STAGE、FINAL STAGE、SASUKE STAGEの6つのステージから構成され、1st STAGE - FINAL STAGEまでのSTAGEにはそれぞれ、「NORMALコース」と「EASYコース」の2種類が用意されていた。コースには現在から過去に遡った懐かしいエリアまで約20のエリアが再現されていた。飲食ブースやゲームブースもあり、「誰もが楽しめるテーマパーク」であった。過去に存在したマッスルパークとは異なり、SASUKEに特化したアミューズメントパークになっている。

## エリア詳細
「SASUKE」で登場したエリアの一部を再現している。1st STAGE - 3rd STAGEまではどこからでもチャレンジでき、STAGE内途中のエリアをクリアできなくても、そのSTAGEの次のエリアからスタートできた。FINAL STAGEであるSASUKEタワーは、完全制覇挑戦者のファイナリストのみプレー可能であった。完全制覇については、「SASUKEチャレンジカード」を審判より受けとりスタート時に「完全制覇にチャレンジ」と申告する必要があった。SASUKE STAGE についてはNORMALコースで完全制覇した場合のみ挑戦できた。

### 1st STAGE
- ロングジャンプ
- パイプ斜めのぼり
- 揺れる橋
- ターザンロープ＆ロープラダー

### 2nd STAGE A
- 五段跳び
- バランスタンク

本番とは異なり、ロープを持ったまま行う。
- そそり立つ壁

### 2nd STAGE B
- 反り立つ壁
- スパイダーウォーク
- ウォールリフティング

### 3rd STAGE
- バンジーロープクライム
- ランプグラスパー
- クリフハンガー
- パイプスライダー

### FINAL STAGE
- SASUKEタワー(綱登り)

NORMALコースは10メートル、EASYコース1は5メートル、制限時間はどちらも16秒。

### SASUKE STAGE
- ダブルサーモンラダー
- ドラムホッパー
- アイアンパドラー
- アルティメットクリフハンガー

## 安全対策
チャレンジには、ひじあて、ひざあて、ヘルメットの着用が義務化されていた。また、飲酒してのチャレンジは出来ず、靴は運動靴に限定された。
各エリアには専門のスタッフを配置し、マットがしかれた。

## 料金
()は前売り券
・入場券  大人1500円(1300円)、小学生1000円(900円)
・フリーパス 大人4800円(4400円)、小学生3800円(3400円)
・ステージ別チケット SASUKEタワー以外1500円、SASUKEタワー1000円
前売り券はセブンイレブンやCNプレイガイドで販売された。

## その他
・完全制覇者および完全制覇までにかかった総タイムの上位3名は公式HPに名前と写真が掲載された また、Twitterでも完全制覇者は紹介された。運営関係者の予想では完全制覇者は5人と想定されていた。。
・成績上位者のうち１名はSASUKE本選への出場権が与えられた。完全制覇者の内、山本浩茂、秋山幸輝、多田竜也、山本桂太朗、宮岡良丞、が後に本選に出場している。
・各エリアについては又地諒、漆原裕治によるデモンストレーション動画がYouTubeにアップされている。
・東京湾大華火祭のため特別なチケットが販売された。しかし、東京湾大華火祭が中止となったため払い戻しが行われた。
・8月上旬にはTBSの石井大裕が来場し、デモンストレーションや一般参加者の実況を行った。
・開催期間終盤の8月21日には、SASUKEファイナリストの川口朋広の綱登りデモンストレーションがあった。また、ウルトラマンゼロとの握手会が開催された。
・7月下旬にはSASUKE常連選手の山本進悟、高橋賢次、日置将士が来場。がタイムトライアルに挑戦したり、来場した子どもへのアドバイスなどを行った。
・8月１日は日置将士、山本進悟、漆原裕治、朝一眞、3日は漆原、朝、髙橋賢次、26日は菅野仁志と白鳥文平、28日は川口朋広といったSASUKE出場選手が来場。8月24日には新日本プロレスのトレーナーである三澤威、KUSHIDA、田口隆祐、キャプテン・ニュージャパン、田中翔、小松洋平の5選手が来場した。来場の様子は新日本プロレスの公式HPで紹介された。